# Logis seigneurial de l'Escuray
Le logis seigneurial de l'Escuray est un château situé à Prinquiau, en France.

## Description
Le château à l'origine est un manoir médiéval breton construit à la fin du XIVe siècle vers 1390.  Vers 1600, il est agrandi et embelli dans le style de la Renaissance bretonne avec en particulier ses quatre lucarnes typiquement Renaissance. Aujourd'hui, commencent des travaux importants de restauration.

## Localisation
Le château est situé sur la commune de Prinquiau, dans le département de la Loire-Atlantique, près de Savenay

## Historique
Le monument est inscrit au titre des monuments historiques en 1997. Le château de L’Escurays, haut lieu du patrimoine historique de Prinquiau, date de la fin du XIVe siècle. Mais auparavant, existait très probablement une motte féodale, située juste au sud du château actuel, pouvant remonter aux invasions vikings des IXème-Xe siècle. En juin 2018, l’entreprise Dendrotech de Rennes, a prouvé que les arbres utilisés pour la charpente actuelle du château, dans sa partie médiévale, ont été abattus entre 1385 et 1398, et utilisés aussitôt comme « bois vert » dans les semaines ou mois après leur abattage. Le début du château remonte donc autour des années 1390.
Le premier propriétaire connu est Jean du Cellier en 1443. Personnage important , sénéchal de Nantes (1454-1455), de Rennes (1458-1463), président de la chambre des comptes de Bretagne (1459-1461).
D’abord manoir breton médiéval, il fut agrandi au fil des siècles, surtout lors de la Renaissance bretonne vers 1600 avec René de la Lande et Françoise de Mareil, mariés en 1598. Ce couple va agrandir le manoir breton des années 1400 comportant un corps principal résidentiel et une aile gauche plus courte placée en équerre de part et d'autre d'une tour centrale octogonale, surmontée d'un colombier. Vers 1600, l'aile gauche est prolongée et une aile droite similaire est créée avec en particulier le logement du gardien ou "bienveillant". Et surtout, le château est embelli par quatre lucarnes typiquement Renaissance. René de la Lande et Françoise de Mareil vont mourir jeunes en 1608 et 1613. Les enfants seront pris en charge par des tuteurs qui vont complètement dilapider les biens des enfants à tel point que 60 ans plus tard, en 1667, la petite-fille Renée de la Lande, l'héritère, sera ruinée et devra vendre le château à un étranger Jean de la Bourdonnaye, seigneur de Bratz à Montoir de Bretagne.
En 1667, Jean de la Bourdonnaye est donc le nouveau propriétaire du château de L'Escurays. En 1685, à la suite de l'héritage de sa femme Marie de Breil, il devient propriétaire du château de Coëtcandec dans le Morbihan. La propriété des deux châteaux est transmise à son fils Julien en 1694 puis à son petit-fils Julien également en 1724 jusqu'en 1752, année du décès de sa femme Françoise Danguy. Julien et Françoise n'ont pas d'enfant. Le frère de Françoise Danguy va racheter toutes les parts d'héritage des héritiers y compris celles de Julien de la Bourdonnaye. Julien de la Bourdonnaye quitte le château de L'Escurays pour résider, entre autres lieux, à Coëtcandec, se remarie et aura un fils dont la descendance sera propriétaire de Coëtcandec jusqu'en 1912.
Jacques Danguy le nouveau propriétaire du château de L'Escurays en 1752 s'était marié en 1724 avec Louise Le Flo de Trémolo, la petite fille de Renée de la Lande complètement ruinée en 1667 et qui avait dû vendre le château de L'Escurays à Jean de la Bourdonnaye. Louise le Flo de Trémolo souhaitait récupérer les biens de sa grand-mère et son mari Jacques Danguy, très aisé financièrement, conseiller au parlement de Bretagne, a pu lui a donner satisfaction. Ainsi, 85 ans après sa vente en 1667, le château de L'Escurays est revenu dans la propriété des seigneurs de l'Escurays. Ils auront 8 enfants dont deux filles vont se marier avec les chevaliers Espivent, nobles bretons originaires du Goélo, près de saint Brieuc. Leur père, Antoine Espivent de la Villeboisnet, était venus sur Nantes en 1717 pour le commerce triangulaire dans la compagnie des frères de la Villeboisnet, l'un des armateurs les plus puissants sur la place de Nantes.
Trois chevaliers Espivent vont marquer la vie des habitants de Prinquiau pendant plus d'un siècle entre 1768 et 1891.
C'est d'abord le chevalier Denis-Jean de la Villeguevraye, (1732-1808) fils de Antoine de la Villeboisnet, marié à Emilie Louise Danguy. Il participera au commerce triangulaire vers 1750 en faisant du commerce en droiture entre Saint Domingue et la France, épouse Emilie-Louise Danguy le 24 août 1761 et devient propriétaire du château de L'Escurays à la mort de son beau-père jacques Danguy. C'est la prospérité à L'Escurays. Mais arrive la Révolution. En 1792, il s'engage dans les armées royales de Condé. Il est fait prisonnier et ne reviendra à L'Escurays que vers 1802, épuisé. En 1793, sa femme et ses filles sont prisonnières à Blois mais reviendront en juillet 1794. Pendant ce temps, le 22 décembre 1793, c'est la bataille de Savenay, dernière bataille de la Virée de galerne des vendéens combattant les troupes révolutionnaires. Dans la nuit du 22 au 23 décembre arrivent à L'Escurays la marquise de la Rochejacquelein, Madame Donissan sa mère et l'abbé Jagault fuyant les combats. Les gardiens les accueillent mais ils doivent fuir dès le lendemain matin à l'arrivée des soldats républicains. Furieux d'avoir râté la marquise, les soldats vont sérieusement abîmer le château, détruire le colombier sur la tour et piller le château.
En 1808, Denis- Jean de la Villevraye décède et se sera son neveu et gendre, le chevalier François de Perran (1767-1823) le nouveau propriétaire des lieux. Comme son oncle, il va s'engager en 1792 dans les armées royales de condé mais reviendra un an plus tard. Il était persuadé que les Anglais étaient les responsables de la Révolution. Il était marin de métier. Il arme deux navires de combat et part à la chasse aux anglais dans l'océan indien. Il parvient à capturer deux navires anglais remplis d'or et veut ramener les bateaux chez lui. Mais arrivé le soir devant le port de Saint Nazaire, le brouillard tombe. Il ne peut rentrer au port. Le lendemain matin, les Anglais le capture et il est emmené en Angleterre où il restera prisonnier 10 ans sur les pontons anglais, dans la cale d'un bateau. Il sera libéré vers 1803. Il est nommé maire de Prinquiau en 1813. Il meurt le 22 février 1823 d'une pneumonie, pour avoir été chercher à cheval un médecin jusqu'à Nantes afin de sauver son fils.
En 1823, c'est son fils le chevalier Denis Espivent de Perran qui lui succède. Toute sa vie, il va vivre à L'Escurays, dévoué aux habitants de sa commune. Comme son père et grand-père, c'est un royaliste. En 1832, la duchesse de Berry veut remettre sur le trône le comte de Chambord, descendant des Bourbons à la place de Louis Philippe, le roi des Français, l'orléaniste, dont le père Philippe Egalité avait voté la mort de Louis XVI. Denis Espivent de Perran participe aux combats avec les paysans de Prinquiau. C'est un fiasco. Il est prisonnier au château de Nantes durant 6 mois. Il sera maire ou adjoint durant 50 ans. Il avait des dons exceptionnels de botaniste, soignait gratuitement jour et nuit la population, payait sur ses propres deniers l'instituteur le jeudi pour que les enfants déshérités puissent avoir une instruction. C'est lui qui va reconstruire le château dans l'état actuel. Ses deux fils vont mourir avant lui en 1871 et 1888. Il meurt en 1891. Sa femme décède en 1894. Et c'est leur petite-fille, Yvonne Espivent de Perran qui prend la succession. Elle va dilapider les biens de ses grands-parents dans les jeux à Paris et décède lors d'un accouchement en 1916.
Les successeurs vont vendre régulièrement des terres. Durant la guerre 1939-1945, le château sera occupé en partie par les allemands. Le dernier propriétaire et résident, le comte Raymond de Maistre décède le 29 décembre 1993 à L'Escurays. La mairie de Prinquiau rachète le château en juin 1994. avec son parc de 25 hectares. Il est désormais la propriété de la commune de Prinquiau.
Le 26 janvier 2009, est créée l'association A.R.P.E : " l'Association Renaissance du Patrimoine de L' Escurays" 
L'A.R.P.E. avec ses 150 adhérents est une association partenaire de la mairie de Prinquiau. Elle a trois objectifs :
-1) participer à la restauration du château de L'Escurays par le travail de ses bénévoles et son apport financier.
-2) faire vivre le site de L'Escurays en organisant des manifestations festives et culturels. Tous les bénéfices réalisés sont reversés totalement à la mairie de Prinquiau pour la restauration du château.
-3) Faire connaître le château de L'Escurays : Un livre a été écrit par Robert Bioteau et la Commision historique A.R.P.E. intitulé : Prinquiau et le château de L'Escurays, imprimé en mars 2014 sur les presses d'ICI à Cholet. Ce résumé historique a été écrit par Robert Bioteau